# سند مونتین (آلاباما)
سند مونتین (به انگلیسی: Sand Mountain) یک منطقهٔ مسکونی در ایالات متحده آمریکا است که در آلاباما واقع شده‌است. سند مونتین ۱۵۶ متر بالاتر از سطح دریا واقع شده‌است.